# Konyhakert

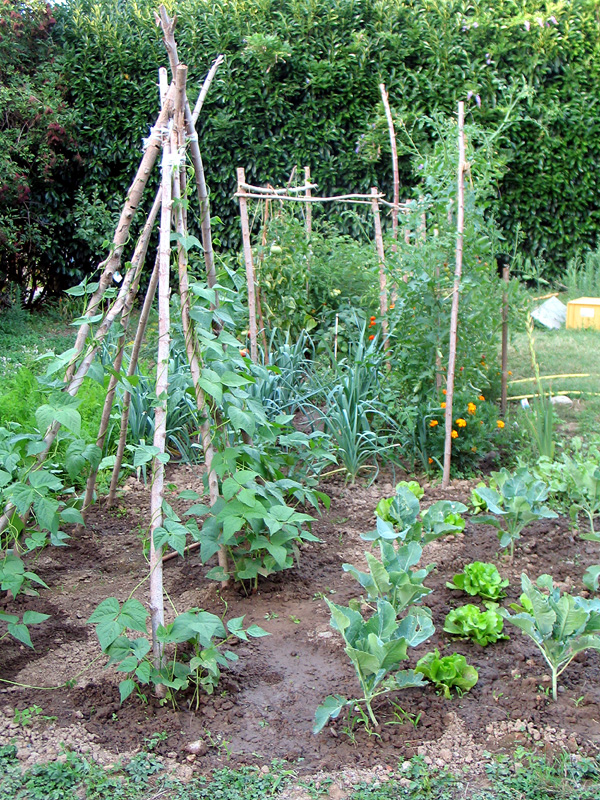
Konyhakert.
Megfigyelhetőek a növénytársítások, és a futónövények támrendszerei

A földmívelés legmagasabb foka a kertészet.

## Fogalma
A konyhakert zöldségek, gyümölcsök, fűszernövények termesztésére szolgáló kert vagy kertrész. A háztartási konyhakert friss növényekkel színesíti az étrendet, biztosíthatja egy-egy család önellátását.
A konyhakert olyan, a gazdaság más földterületeitől elkülöníthető terület, amelyen a gazdaság jellemzően saját felhasználására történő termelést folytat, és teljesülnek a mezőgazdasági üzemre vonatkozó jogszabályi előírások és támogatási jogosultsági feltételek 
A konyhakert a gazdasághoz tartozó személyek fogyasztására termesztett növények területét (konyhakert) jelenti, amely a gazdaság többi részétől elkülönített, rendszerint ház körüli terület. Innen értékesítésre csak az esetleg képződő – kis mennyiségű – fölösleg kerülhet.
Napjainkban az emberiség növényszükségletének 80%-át 20 növényfaj biztosítja. A tájfajták azonban az adott terület adottságainak és igényeinek figyelembevételével alakultak ki. Ezeknek megőrzésére is alkalmasak lehetnek a konyhakertek.

## Konyhakert közterületen
Jogellenes közterület-használat: a közterület rendeltetéstől eltérő, olyan igénybevétele, amelynek során a használó a közterületet hozzájárulás nélkül, vagy a hozzájárulástól eltérő módon vagy mértékben használja. 

## A terület kiválasztása
A konyhakert területének kiválasztásában a gazdának általában nem sok szabadsága van, az adott lehetőségekből kell kihoznia a lehető legtöbbet.
Általában a legkedvezőbb a sík terület, ha azonban van benne lejtés, azt az előnyünkre is fordíthatjuk, illetve meredek lejtő esetén a teraszos művelés a célszerű.
Minél jobb minőségű a kert földje, annál több és jobb terményt remélhetünk. Amennyiben a kert földje nem felel meg az elvárásainknak, megfelelő eszközökkel fel lehet javítani. Ilyen eszköz például a magaságyás, amelynek segítségével akár ágyásonként eltérő minőségű földet használhatunk a termeszteni kívánt növények igényeinek megfelelően, valamint a magasítás miatt kevesebbet kell hajolgatni.
A kerti munkák elvégzéséhez, a termények kihordásához a kertben utakat kell kialakítani. Az utaknak, barázdáknak megfelelően szélesnek kell lenniük, azonban megfelelő tervezéssel célszerű gondoskodni arról is, hogy az utak a lehető legkevesebb helyet foglalják el a hasznos növények elől, azonban a szükséges munkák elvégzését tegyék lehetővé, ezért az utaknak általában nem célszerű 120 cm-nél ritkábbaknak lenni, hogy az ágyások közepét még kényelmesen el lehessen érni.

## A locsolás
Az öntözés megtervezése legalább olyan fontos a megfelelő termés érdekében, mint a jó termőföld. Az öntözésre a legalkalmasabb az összegyűjtött esővíz. Amennyiben ez nem áll rendelkezésre, a tó vagy folyó vize is megfelel, a legkevésbé a forrás- vagy kútvíz alkalmas öntözésre. A magas ásványianyag-, illetve vastartalmú vizeket megfelelő előkészítés után lehet felhasználni.
Tavasszal a reggeli vagy napközbeni, nyáron az esti vagy napfelkelte előtti öntözés az optimális.
Az öntözésnek mindig alaposnak, bőségesnek kell lennie, a rövid öntözés csak a föld legfelső rétegét nedvesíti meg, a gyökereket nem látja el kellő nedvességgel. A túlöntözés épp úgy káros, mint a szárazság. Az öntözés szükségességéről leghitelesebben a növények levelei tájékoztatnak. Ha lekonyulnak, enyhén megfonnyadnak, szükségük van a vízre. A szükséges öntözés mértékét a föld, az időjárás és a termesztett növények határozzák meg.
A termőföld kiszáradását talajtakarással (mulcsozással) lehet megakadályozni. A nem megfelelően végzett mulcsozás azonban kedvez a kártevőknek és a növénybetegségeknek.

## Vetési/beültetési terv
Mivel a legtöbb konyhakert belterületen található, ahol a telek ára magas, illetve az adott területből célszerű minél több terményt kinyerni. Megfelelő tervezéssel, illetve növénytársítások kialakításával a terméshozam optimalizálható, amely a kártevők elleni védekezést is segíti
A helyi viszonyokat figyelembe véve elkészített vetési tervvel biztosítható, hogy a kert, ha nem is megszakítás nélkül, de szinte folyamatosan szolgáltasson terményeket.
A konyhakert méretét a rendelkezésre álló hely, illetve a megtermelendő termékek mennyisége határozza meg. Alapvető konyhakert akár egy erkélyen is kialakítható.
Minden növénynek megvannak a saját igényei mind a földdel, mind az éghajlati tényezőkkel szemben. Mire egy egy növény beérik, a rá jellemző tápanyagokat felhasználja a talajból, ezért ugyanarra a helyre nem érdemes egymás után ugyanazt a növényt vetni vagy ültetni. A tapasztalatok alapján össze lehet párosítani olyan növényeket, amelyeket egymás után vagy egymás mellé vetve nemcsak közömbösek, hanem támogatják is egymás fejlődését.

### Példa vetési tervre
- 1. ágyás: Zöldborsó, felszedés után téli retek
- 2. ágyás: korai kel, felszedése után őszi karalábé
- 3. ágyás: póréhagyma, a sorok között hónapos retek.

A káposzta nagyra nő, a szükséges tőtávolsága ennek kell megfelelő legyen. Amíg a fejek megnőnek, lehet közéjük salátát vagy nyári karalábét ültetni, amelyeket fel lehet szedni, mire a káposzta megnő.

### Vetésforgó
A megfelelő vetésforgónak a hatása a terméshozamra legalább akkora, mint a szakszerű, a termesztendő növényeket és a talaj állapotát figyelembe vevő trágyázásnak. A vetésforgó elve az, hogy ugyanabban az ágyásban sem egymás utáni évben, sem másodvetésként ne vessük ugyanazt a növényt vagy közeli rokonát. Ilyen közeli rokonok:
- Paradicsom—Burgonya
- Vöröshagyma—Póréhagyma—Fokhagyma

A vetésforgó elhanyagolása vagy nem megfelelő kivitelezése a terméshozam csökkenését, a kártevők felszaporodását okozhatják.

## A konyhakert bekerítése
A konyhakertet a házi és vadállatok illetve az illetéktelen látogatók ellen gyakran bekerítéssel védik. A legtartósabb és legdekoratívabb az épített kő vagy tégla kerítés, azonban az ára is magas, valamint a légáramlást is megfogja, amit nem minden növény szeret, illetve az árnyékának a hatását is figyelembe kell venni a beültetésnél.
A sövény könnyen karbantartható dekoratív kerítésforma. Hátránya, hogy legalább arra az időre amíg megerősödik más kerítésre is szükség van, illetve egyes fajták esetén gondoskodni kell arról, hogy a sövényt alkotó növény ne terjedjen tovább. A sövény nyírásakor keletkező hulladék is felhasználható a kertben.
A léc vagy deszkakerítés kevéssé fogja meg a levegőt és olcsóbb is, mint a kőkerítés.
A garádja, más néven garád a tüskés gallyakból, gazakból, trágyából rakott fal szerű kerítés már a XIX. század közepén is elavultnak számított. 

## Közösségi kert
Vidéken a konyhakert művelése nagy hagyományokkal rendelkezik, azonban városi körülmények között kialakítása nagy odafigyelést igényel, hiszen a szennyező anyagok a növényekbe is beépülhetnek. Akiknek nincsen lehetőségük saját kert kialakítására, azok csatlakozhatnak valamelyik közösségi kert programhoz, ahol mindenki a saját parcellájáért felelős, de ez a művelési forma támogatja az együttműködést, az idénymunkák elvégzésében.

## Képgaléria

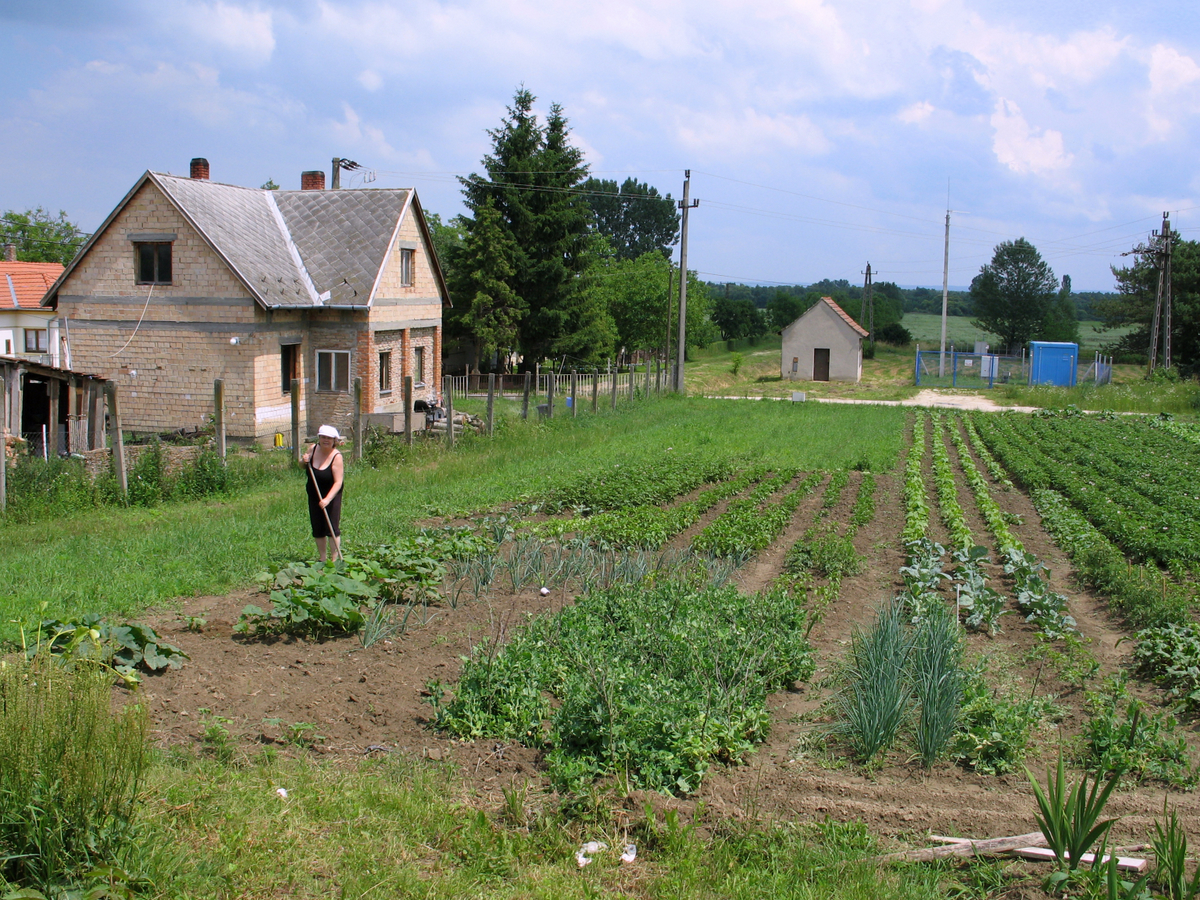
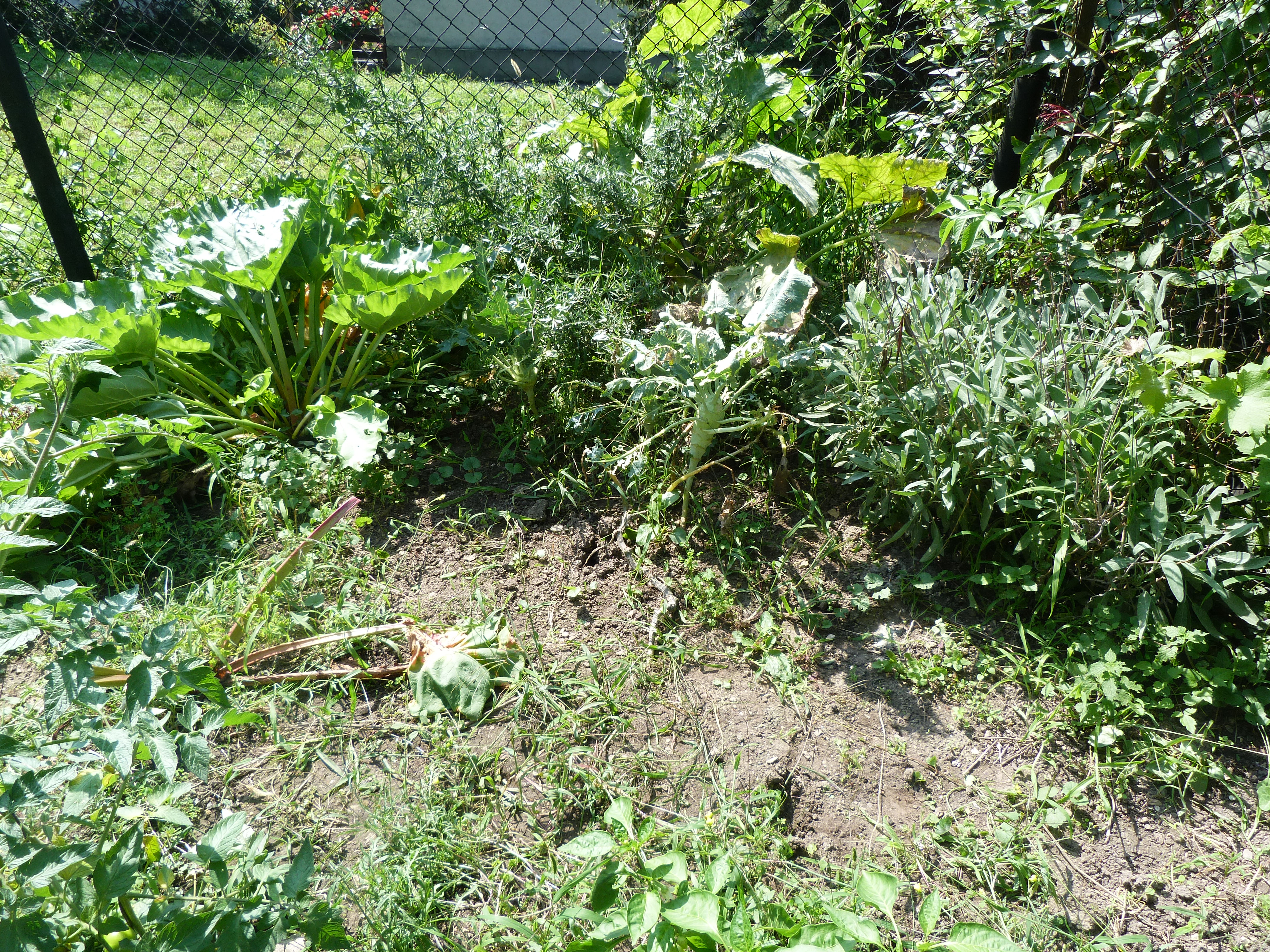
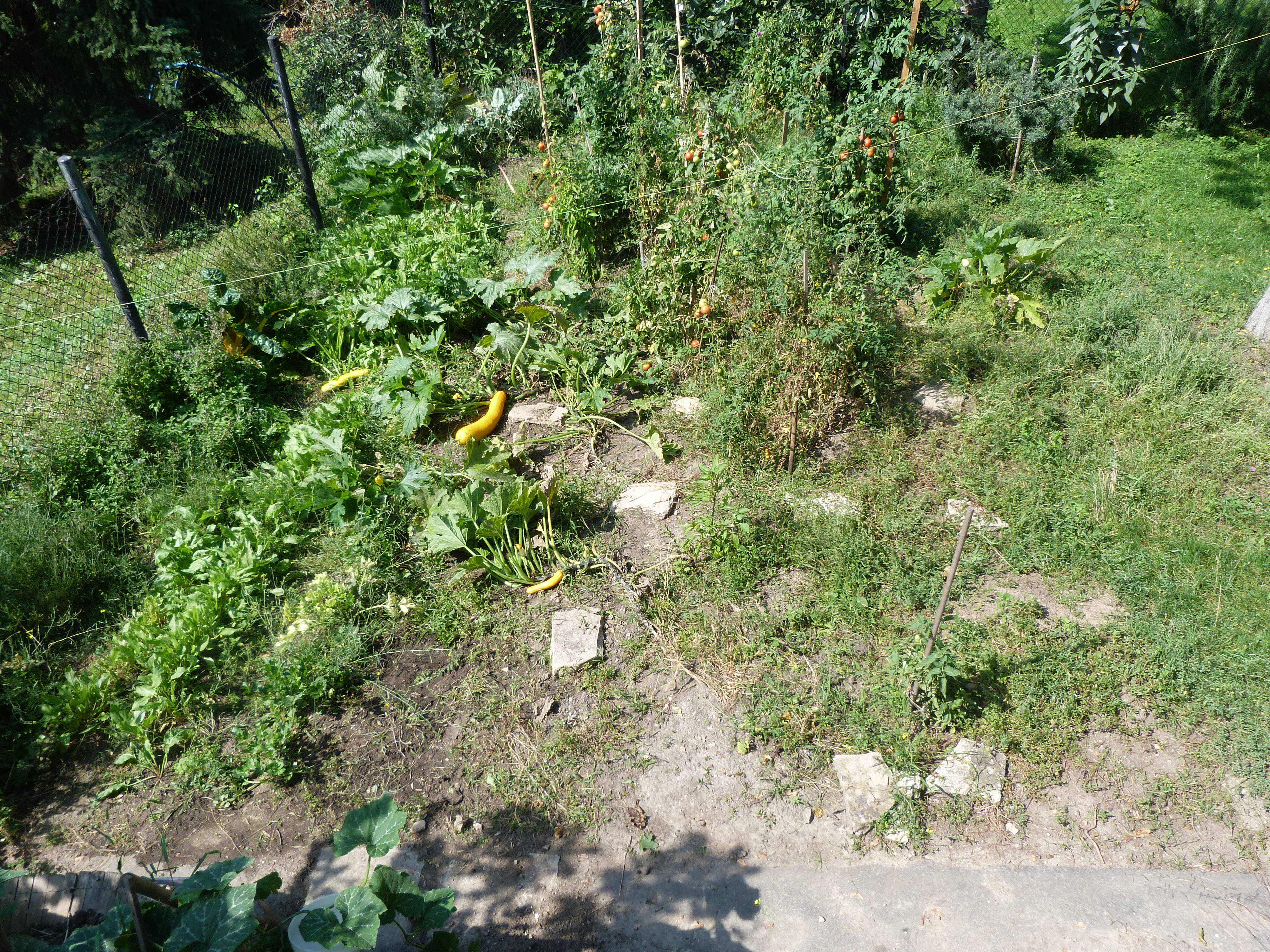